# Metabazydium

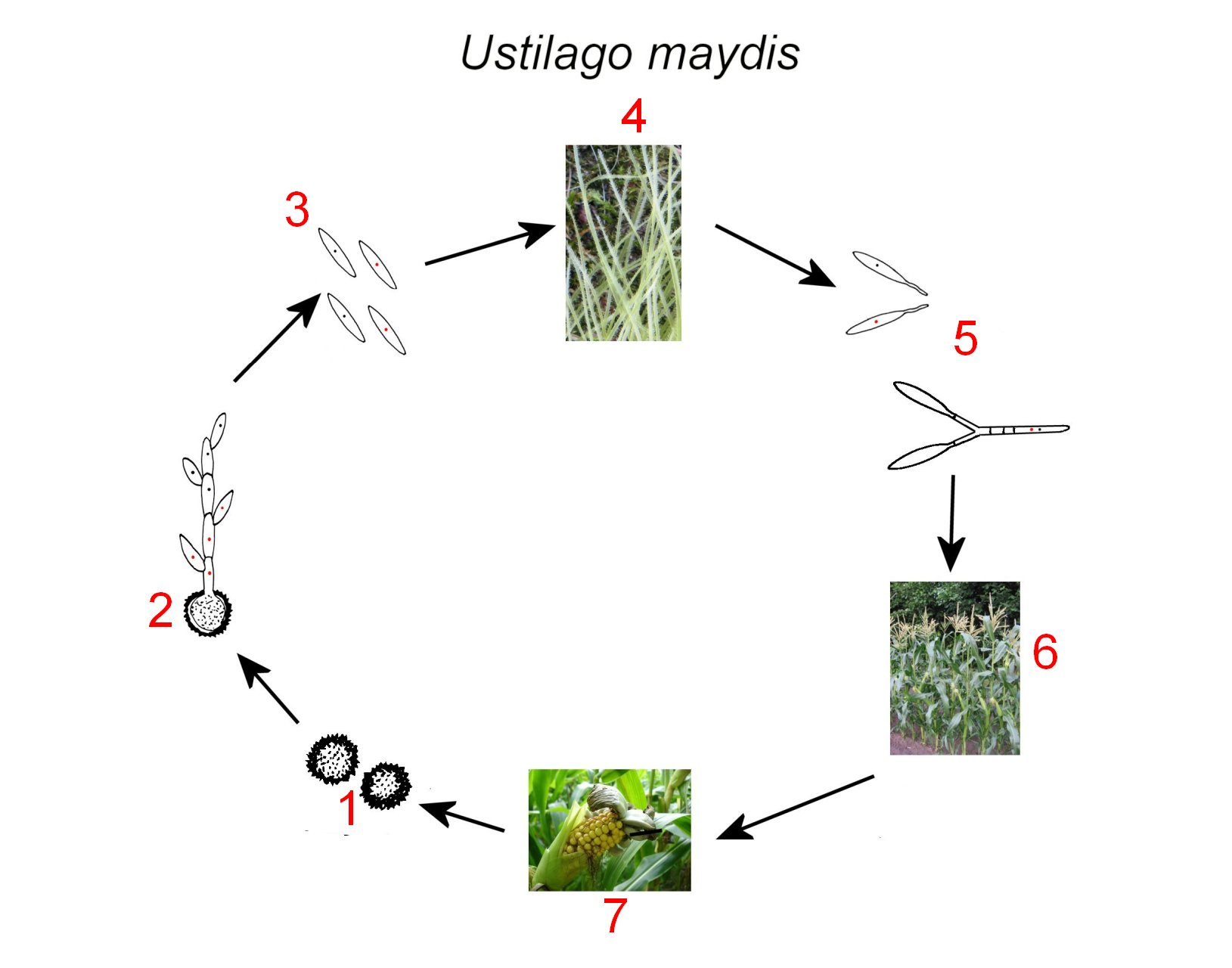
Cykl rozwojowy głowni kukurydzy. 1 – teliospora, 2 -metabazydium, 3 – sporydia, 7 – głownia kukurydzy

Metabazydium (łac. metabasidium) – rodzaj podstawki u grzybów podstawkowych. Terminu tego używa się w dwóch znaczeniach:
- podstawka wytwarzana bezpośrednio na teliosporze. Tego typu podstawki występują np. u grzybów należących do klasy głowniowców (Ustilaginales) czy śnieciowców (Tilletiales). W tym przypadku teliospora jest równocześnie przedgrzybnią, ale nazwy tej nie używa się; mówi się o teliosporze i podstawce. Kiełkując teliospora tworzy metabazydium, na którym wytwarzane są zarodniki płciowe – sporydia, najczęściej po 4 na jednej podstawce[1]. Teliospory i wytwarzające je telia są morfą płciową – teleomorfą[1].
- podstawka właściwa (w odróżnieniu od probazydium)[2]. W większości przypadków metabazydium zastępuje probazydium, w niektórych podstawkach jednak pozostałości probazydium są widoczne u podstawy metabazydium w postaci worka lub cysty. Czasami są oddzielone przegrodą, czasami nie[3].